# Cerace anthera
Cerace anthera es una especie de polilla de la familia Tortricidae. Se encuentra en China.
La envergadura es de 33 mm. Las alas anteriores son negras, con un brillo violeta y manchas de color amarillo pálido. Las alas traseras son de color amarillo pálido, teñidas de naranja hacia el ápice.